# Пшеноша
Пшеноша (пол. Przenosza) — село в Польщі, у гміні Добра Лімановського повіту Малопольського воєводства.
Населення — 470 осіб (2011).

## Демографія
Демографічна структура станом на 31 березня 2011 року:
|          | Загалом | Допрацездатний вік | Працездатний вік | Постпрацездатний вік |
| -------- | ------- | ------------------ | ---------------- | -------------------- |
| Чоловіки | 235     | 53                 | 163              | 19                   |
| Жінки    | 235     | 46                 | 140              | 49                   |
| Разом    | 470     | 99                 | 303              | 68                   |